# Finley
Finley (произносится «Финлэй») — итальянская рок-группа, образованная в 2002 году. Группа была названа в честь Майкла Финли, который является американским профессиональным баскетболистом в НБА.

## О группе
В 2000 году, Данило, Кармине и Марко учатся в средней школе, там они и познакомились, а Стефано представился Марком[прояснить]. В 2002 году, ребята создают группу Finley и начинают выступать на конкурсах и вечеринках. В 2004 году записывают демо «Make up your own mind», а также снимают видео по низкой цене.
В 2005, контактируют с Клаудио Чеккетто, он же известный итальянский продюсер, который им дает возможность записать дебютный альбом «Tutto è possibile». 31 марта 2006 года выходит данный альбом группы, которому удалось попасть в десятку самых продаваемых дисков в Италии. С дебютного альбома группа выпустила пять синглов: «Tutto è possibile» (итальянская версия песни «Make up your own mind»), «Diventerai una star», «Dentro alla scatola», «Sole di settembre» и «Fumo e cenere».
В ноябре 2006 года выходит переиздание дебютного альбома группы, включая в себя 3 бонус трека, DVD со всеми видеоклипами группы и 140 фотографий. В 2006 году, группе удается выиграть «Best Italian act» на MTV EMA 2006 в Копенгагене.
В июне 2007 года выходит в свет второй студийный альбом группы «Adrenalina».
В феврале 2008 году Finley принимают участие на Фестивале Сан-Ремо с песней «Ricordi», заняв 5-е место. На конце февраля выходит альбом «Adrenalina 2» (CD+DVD). В октябре побеждают в номинации «Best Italian аct» на MTV EMA 2008 в Ливерпуле.
20 ноября 2009 года состоится релиз EP «Band at work», а 30 марта 2010 года группа презентует новый альбом «Fuori!», который включает в себя уже композиции которые вошли в EP «Band at work», а также восемь новых песен.
В июне 2010 года, группу покидает Стефано Мантегацца, который оставил группу без каких-либо объяснений. Он был заменен другим бас-гитаристом, Даниелем Персольо.
В 2012 году Finley возвращаются уже с новым бас-гитаристом, в этот раз, Иван Моро заменяет Даниеля Персольо, и с новый альбомом «Fuoco e fiamme».
В 2013 году Finley написали три песни для мультфильма Lego Legends of Chima, созданного по мотивам одноимённой линейки продуктов Lego. Заглавная песня, созданная для серии, была названа «Unleash the Power». Это их первое сотрудничество для международной аудитории. Две другие песни, «Day Of Glory» и «Horizon», также были записаны для серии. Все три трека были доступны для бесплатной загрузки на сайте Legends of Chima.

### Armstrong (2016 — настоящее время)
14 июня 2016 года был выпущен сингл Il mondo, реинтерпретация песни Джимми Фонтана, записанная в поддержку проекта Cesvi для кампании Food Right Now, направленной на борьбу с голодом в мире и сопровождаемой видеоклипом, снятым в Лондоне под руководством режиссёра Габриэле Паоли. Летом того же года они покинули Radio Kiss Kiss, передавая на частотах Радио Монте-Карло, где они возглавляют утреннюю группу с программой Compliments для трансляции .
31 марта 2017 года был выпущен сингл La fine del mondo, за которым 23 июня 2017 года последовал сингл I Hate DJ, а в октябре — сингл 7 миллиардов, который предвосхитил новый альбом группы Armstrong, который выйдет для Sony Music 13 октября.
В апреле 2018 года они выпустили сингл Tutto tutto ho ho, который становится саундтреком Формулы 1 на каналах Sky Sport .
В декабре 2018 отпуск Радио Монте — Карло и перейти к R101 , , где они ведут программу я торговцев R101 .
17 мая 2019 года они выпускают первый концертный альбом We Are Finley, включая неизданную студию в Сан-Диего .

## Участники

### Текущие участники
- Марко Педретти — вокал (с 2002)
- Кармине Руджеро — гитара, клавишные, бэк-вокал (с 2002)
- Данило Кальвио — ударные, бэк-вокал (с 2002)
- Иван Моро — бас-гитара (с 2012)

### Бывшие участники
- Стефано Мантегацца — бас-гитара, бэк-вокал (2002—2010)
- Даниеле Персольо — бас-гитара, бэк-вокал (2010—2012)

| Период    | Состав         | Состав          | Состав             | Состав         |
| --------- | -------------- | --------------- | ------------------ | -------------- |
| 2002—2010 | Марко Педретти | Кармине Руджеро | Стефано Мантегацца | Данило Кальвио |
| 2010—2012 | Марко Педретти | Кармине Руджеро | Даниеле Персольо   | Данило Кальвио |
| С 2012    | Марко Педретти | Кармине Руджеро | Иван Моро          | Данило Кальвио |

## Дискография

### Альбомы
| Год  | Название         | Высшее место в хит-параде Италии | Сертификация  |
| ---- | ---------------- | -------------------------------- | ------------- |
| 2006 | Tutto è possible | 4                                | 2× Платиновый |
| 2007 | Adrenalina       | 2                                | —             |
| 2008 | Adrenalina 2     | 4                                | Платиновый    |
| 2009 | Band at Work     | 16                               | —             |
| 2010 | Fuori!           | 9                                | —             |
| 2012 | Fuoco e fiamme   | 6                                | —             |

### Demo & EP
- 2004 — Make up your own mind
- 2009 — Band at work
- 2013 — Legends Of Chima

### Видеоклипы
- 2005 — Make up your own mind
- 2005 — Tutto è possible
- 2006 — Diventerai una star
- 2006 — Dentro alla scatola (feat. Mondo Marcio)
- 2006 — Sole di settembre
- 2006 — Fumo e cenere
- 2007 — Adrenalina
- 2007 — Domani
- 2007 — Questo sono io
- 2008 — Ricordi
- 2008 — Your hero (feat. Belinda)
- 2009 — Gruppo Randa
- 2010 — Fuori!
- 2010 — Il tempo di un minuto
- 2010 — Meglio di noi non c'è niente
- 2010 — In Orbita
- 2010 — Un’altra come te
- 2010 — Per la vita che verrà (I would’t change a thing)
- 2010 — Il mondo che non c'è
- 2012 — Fuego
- 2012 — Fuoco e fiamme
- 2012 — Il meglio arriverà
- 2012 — Olympia (The sound of my nation)
- 2013 — Unleash The Power

## Награды и премии

### 2006
- Победа в номинации «Best Italian act» на MTV Europe Music Awards в Копенгагене
- Дважды платиновый диск «Tutto è possibile»

### 2007
- Победа в номинации «Italians do it better» на TRL Awards в Милане
- Победа в номинации «Best cry award» на TRL Awards в Милане
- Победа в номинации «Best #1 of the year» с видео «Diventerai una star» на TRL Awards в Милане
- Победа в номинации «Tormentone dell’anno (Хит года)» с песней «Adrenalina» на Kids’ Choice Awards в Милане
- Победа в номинации «Miglior gruppo italiano (Лучшая итальянская группа)» на Kids’ Choice Awards в Милане

### 2008
- Победа в номинации «Miglior gruppo internazionale (Лучшая международная группа)» на Venice Music Awards
- Победа в номинации «Best riempipiazza (Лучшая заполнитая площадь)» на TRL Awards в Неаполе
- Победа в номинации «Best Italian act» на MTV Europe Music Awards в Ливерпуле
- Второе место в номинации «Favourite Europe’s act» на MTV Europe Music Awards в Ливерпуле
- Победа в номинации «Miglior gruppo (Лучшая группа)» на Kids’ Choice Awards в Милане
- Группа награждена золотой медалью и дипломом в день благодарения в Милане
- Платиновый диск «Adrenalina 2»